# Indiscrétions (téléfilm)

Indiscrétions est un téléfilm français réalisé par Josée Dayan et diffusé pour la première fois le 30 novembre 2013 sur France 3.

## Synopsis
Clémence, professeur de piano, est persuadée qu'une de ses élèves a disparu.

## Fiche technique
- Réalisation : Josée Dayan
- Scénario : Elsa Marpeau[1]
- Producteurs : Josée Dayan, Gaspard de Chavagnac
- Compositeur : Grégoire Hetzel
- Montage : Yves Langlois, Florence Leconte

## Distribution
- Muriel Robin : Clémence Lacombe
- Christophe Bourseiller : Benjamin Lacombe
- Jérôme Kircher : Arthur Delepine
- Sonia Dufeu : Mona
- Jean-Pierre Marielle : Bernard Lefort
- Corinne Masiero : Felicidade Dhiniz
- Julie Depardieu : Julie Lefort
- Farid Elouardi : Salim Belkacemi
- Eythan Solomon : Léo Mongeau
- Agathe Natanson : Mme Mongeau
- Romane Bouyer : Camille Secretan
- Clara Guipont : Paule Secretan
- Pierre Renverseau : Laurent Secretan
- Micha Lescot : Paolo